# Pussyhat

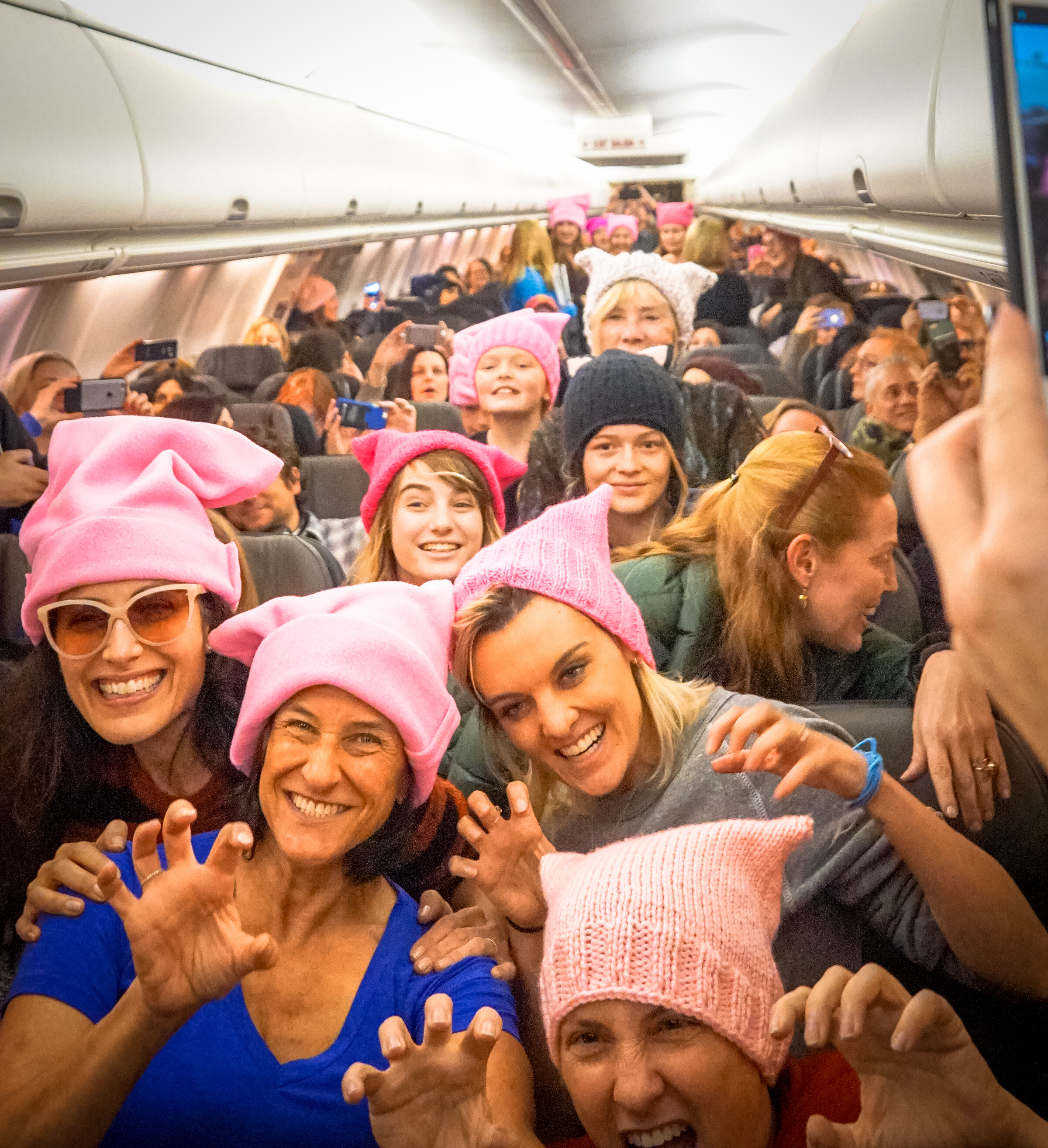
Manifestantes portants des pussyhat dans un avion en direction de Washington D.C.

Un pussyhat est un bonnet rose tricoté, créé en grand nombre, par des milliers de participants à la marche des Femmes de 2017. Ils sont le résultat du projet Pussyhat, un projet national initié par Krista Suh (scénariste) et Jayna Zweiman (architecte) de Los Angeles, visant à créer des chapeaux roses pour apporter un impact visuel lors de la manifestation.

## Le projet Pussyhat
En réponse à cet appel de Krista Suh et Jayna Zweiman, des milliers d'Américains ont commencé à faire ces chapeaux grâce au site web du projet Pussyhat, qui fournit la méthode de tricot, le crochet et même la laine. Le but du projet était de distribuer un million de chapeaux lors de la marche de Washington de 2017. À l'origine, Krista Suh conçoit le chapeau rose comme réponse de protestation positive à l'inauguration présidentielle de Donald Trump. Elle explique que « nous pourrions tous les porter, faire une déclaration unifiée ». Une des fondatrices du projet, Jayna Zweiman, déclare: « Je pense que cela a beaucoup de résonance parce que nous disons vraiment que peu importe qui vous êtes et d'où vous venez, vous pouvez être politiquement actif ». Suh et Zwieman ont travaillé avec Kat Coyle, la propriétaire d'un magasin de fournitures de tricot local appelé The Little Knittery, pour élaborer le dessin original. Le projet a été lancé en novembre 2016 et est rapidement devenu populaire sur les médias sociaux avec plus de 100 000 téléchargements du modèle pour tricoter le chapeau.

## Origines du nom Pussyhat
Le nom Pussyhat fait référence aux oreilles de chat tricotées sur le chapeau et tente de récupérer le terme de « pussy », utilisé de manière péjorative par Donald Trump qui expliquait dans une vidéo de 2005, que « quand vous êtes une star, [les femmes] vous laissent faire. Vous pouvez tout faire... les attraper par la chatte. Vous pouvez tout faire »,. Beaucoup de chapeaux portés par les manifestantes et manifestants à Washington D.C., ont été créés par des tricoteuses et tricoteurs qui ne pouvaient pas assister à la marche mais qui souhaitaient qu'ils soient tricotés et portés par celles et ceux qui le pouvaient. Ces chapeaux contenaient parfois des notes des artisans, exprimant leur soutien. La production de chapeaux a entraîné une pénurie de fil à tricoter rose à travers les États-Unis,. Le jour de la marche, la radio américaine NPR, a comparé les pussyhat, aux casquettes Make America Great Again portés par les partisans de Trump, dans l'optique de montrer que les deux groupes représentaient des groupes politiquement marginalisés, envoyaient des messages « simultanément unificateurs et antagonistes » et avaient un message clair.

## Accusations de racisme et de transphobie
Bien que pour certaines femmes le pussyhat représente l'autonomisation des femmes, pour d'autres, il symbolise le racisme (toutes les vulves ne sont pas roses) et la transphobie (toutes les femmes n'ont pas les organes génitaux féminins). Bien que Krista Suh affirme que « le chapeau n'a jamais été conçu pour refléter l'idée selon laquelle les problèmes des femmes reposent sur la possession de la chatte », les critiques affirment que c'est de l'exclusion, et Suh elle-même a reconnu qu'elle pense que la chatte se réfère au sexe féminin.
Le professeur Cael Keegan, qui enseigne les études sur les femmes, le genre et la sexualité à l'université d'État de Grand Valley, dans le Michigan, a déclaré que la référence du chapeau aux vulves roses était suspecte. « Nous savons que chaque fois que le féminisme commence à centrer les gens sur leur anatomie, cela devient quelque peu dangereux pour les personnes trans » explique t-il ». Le pussyhat ignore également le fait que certaines femmes transgenre choisissent de ne pas avoir recours à la chirurgie de changement d'organes génitaux. Elle Hearns, une activiste transgenre noire et ancienne directrice de l'organisation de Black Lives Matter, a critiqué le chapeau pour avoir divisé les gens sur la base du sexe et du genre. Elle déclare que « Tout ce qui n'élève pas la discussion autour des nombreuses identités des gens dans ce pays n'est pas un service qui sert [sic] l'égalité, la libération ou la liberté que les gens recherchent ».